# كريستين برينان
كريستين برينان (بالإنجليزية: Christine Brennan)‏ هي صحفية ومعلقة رياضية أمريكية، ولدت في 14 مايو 1958.

## وصلات خارجية
- كريستين برينان على موقع IMDb (الإنجليزية)